# NGC 6515
NGC 6515 est une vaste galaxie elliptique située dans la constellation du Dragon. Sa vitesse par rapport au fond diffus cosmologique est de 6 773 ± 26 km/s, ce qui correspond à une distance de Hubble de 99,9 ± 7,0 Mpc (∼326 millions d'al). NGC 6515 a été découverte par l'astronome américain Lewis Swift en 1884.